# Colura
Colura ist der botanische Name für eine Gattung der Jungermanniopsida. Sie wurde 1835 von Dumortier erstbeschrieben.

## Beschreibung
Die Pflanzen sind nur wenige Millimeter groß und leben sämtlich als Epiphyten oder Epiphylle. Die nur 1 mm großen Blätter bilden kleine, mit einer Art Klappe verschlossene Wassersäcke und dienen bei Colura zoophaga – wie seit fast einhundert Jahren vermutet wurde, aber erst 2000 bewiesen werden konnte – als Fangvorrichtungen für Wimpertierchen und ähnliche Einzeller, die nach nur kurzer Lebensdauer in diesen Fallen sterben und teils direkt in das Moosgewebe diffundieren, wo sie teils von Bakterien zersetzt werden.

## Verbreitung
Die Arten der Gattung besiedeln fast alle tropische Regionen, bis auf Colura calyptrifolia, die von den Tropen bis nach Schottland anzutreffen ist. Im deutschsprachigen Raum ist keine Art beheimatet.

## Systematik
Es sind rund 20 Arten bekannt:
- Colura ari
- Colura calyptrifolia
- Colura clavigera  (Südamerika)
- Colura cylindrica  (Südamerika)
- Colura digitalis
- Colura greig-smithii (Südamerika)
- Colura hattoriana
- Colura lyrata (Südamerika)
- Colura rhynchophora (Südamerika)
- Colura saccophylla
- Colura sagittistipula
- Colura tenuicornis (Südamerika)
- Colura tortifolia (Südamerika)
- Colura ulei
- Colura valida (Südamerika)
- Colura zoophaga (Kenia)